# Begonia sarmentacea
Espèce
Begonia sarmentacea est une espèce de plantes de la famille des Begoniaceae.
L'espèce fait partie de la section Pritzelia.

## Répartition géographique
Cette espèce est originaire du pays suivant : Brésil.